# Frigorie
Das Frigorie (lat. frigus „Kälte“; Einheitenzeichen: fr oder fg) war eine in Frankreich vor 1960 gebräuchliche Maßeinheit der Wärmemenge in der Klima- und Kältetechnik.

## Definition
Die Definition des Frigorie ist an die Definition der 15 °C-Kalorie (cal15) angelehnt:
1 fg entspricht der Wärmemenge, die frei wird, wenn 1 g luftfreies Wasser bei einem konstanten Druck von 101,325 kPa (dem Druck der Standardatmosphäre auf Meereshöhe) von 15,5 °C auf 14,5 °C abkühlt.
Der Name der Einheit entstand durch Substitution der lateinischen Vorsilbe calor (lat. calor „Hitze“)
der Einheit Kalorie durch die Vorsilbe frigor (lat. frigus „Kälte“). Damit wird der gegensätzliche Charakter der beiden Größen klar.

## Verwendungen und Anwendungen
Sie wird in Kälteanlagen verwendet: Kühlschränke, Klimaanlagen wie 2000 frig/h oder 2000 fg/h oder manchmal auch nur 2000 fg.
Die Verdampfung von einem Gramm Wasser oder Schweiß erzeugt etwa 0,540 Frigorien.

## Umrechnung
Aufgrund ihrer Definition sind die betragsmäßigen Zahlenwerte von Frigorie und Kalorie identisch (wobei die Kalorie ursprünglich einer tausendfach höheren Energie entsprach, was häufig zu Unklarheiten um den Faktor 1000 führt), besitzen jedoch inverse Vorzeichen:
- 1 fg = −1 cal15 = −4,1855 Joule = −0,0011626 Wattstunden

bzw
- 1000 fg = –1000 cal15 = −4,1855 Kilojoule = −1,1626 Wattstunden

Umgekehrt
- 1 Joule = −0,23892 fg
- 1 Wh = −860,112 fg

bzw
- 1 kWh = −860112 fg

Die Angelsachsen verwenden die BTU (British Thermal Unit) als Einheit, welche 0,252 kcal entspricht, d. h. 1000 Frigorien (oder 1 Kilokalorie) entsprechen etwa 4 BTU.
Im kommerziellen Bereich wird häufig auch die Definition 1 fg = 1000 cal = 1 kcal verwendet wird, womit
- 1 fg etwa 4 BTU entsprechen